# Rolando Omar Benenzon
Rolando Omar Benenzon (* 1939 in Buenos Aires) ist ein argentinischer Psychiater und Pionier der Musiktherapie und deren Anwendung zur Behandlung von Autismus, Koma- und Alzheimer-Patienten.

## Leben und Werk
Benenzon promovierte an der Medizinischen Fakultät der Universität Buenos Aires (UBA). Auch bildete er sich in Psychoanalyse, psychodramischen Techniken aus und wirkt als Musiker und Komponist.
1966 gründete Benenzon den Musiktherapiestudiengang an der medizinischen Fakultät der Universidad de Buenos Aires. Er war Mitbegründer und erster Präsident der World Federation of Music Therapy (WFMT). 1967 organisierte er den zweiten Weltkongreß Musiktherapie in Buenos Aires.
Nach ihm ist das Centre Benenzon Belgique de musicothérapie et psychothérapie non-verbale benannt. Seit 2005 gibt es ein Benenzon-Zentrum auf Zypern. Sie ist der Trägerin Internationalen Akademie Benenzon.

Sein Werk in spanischer Sprache erschienenes Werk Musicoterapia y educatión erschien 1983 auch in deutscher Sprache, mit einem Vorwort von Gertrud Orff. Er prägte den Begriff des ISO-Prinzips in der Musiktherapie: 

„Um einen Kommunikationskanal zwischen dem Therapeuten und dem Patienten herstellen zu können, muß das mentale Tempo des Patienten mit den Klängen oder der Musik übereinstimmen, die vom Therapeuten ausgehen.“

Er unterschied dabei zwischen Gestalt-, Komplementär-, Gruppen- und Universal-ISO. Im Sinne der Auffassung, dass in der Musiktherapie mit Kindern, die Musik vom Kind ausgehen müsse, wurde der Begriff in der Musiktherapie u. a. von Gertrud Orff und Karin Schumacher übernommen.
Die deutschsprachige Übersetzung seines Buches Einführung in die Musiktherapie von 1983 fand Eingang in das Überblickswerk Literaturkompass Musiktherapie. Mit den Ausführungen zu Grundlagen der Musiktherapie und ihrer Ausbildung sei es zwar nicht durchgängig noch zeitgemäß, rege aber zur kritischen Reflexion an.